# 丘馬克 (里普基區)
51°46′26″N 31°15′25″E / 51.77389°N 31.25694°E
丘馬克（烏克蘭語：Чумак），是烏克蘭北部的村莊，隸屬切爾尼希夫州的切爾尼希夫區。該村始建於1727年，面積0.23平方公里，海拔高度129米，2001年人口40，人口密度每平方公里173.9人。